# ボスコネーロ
ボスコネーロ（伊: Bosconero）は、イタリア共和国ピエモンテ州トリノ県にある、人口約3,100人の基礎自治体（コムーネ）。

## 地理

### 位置・広がり

#### 隣接コムーネ
隣接するコムーネは以下の通り。
- フェレット
- フォリッツォ
- ロンバルドーレ
- リヴァローロ・カナヴェーゼ
- サン・ベニーニョ・カナヴェーゼ
- サン・ジュスト・カナヴェーゼ